# Colobus angolensis
Il colobo dell'Angola (Colobus angolensis Sclater, 1860) è un primate della famiglia Cercopithecidae.

## Descrizione
La lunghezza del corpo è tra 50 e 68 cm, quella della coda tra 70 e 83 cm. Il peso varia tra 6 e 12 kg, con i maschi nettamente più grandi delle femmine.
Il colore predominante è nero, ma ai lati del muso e sulle spalle il pelo è bianco e lungo e anche la coda termina con un fiocco bianco. Come tutti i colobi è privo di pollici.

## Distribuzione e habitat
Vive nell'Africa orientale e meridionale. L'areale comprende le regioni meridionali e orientali della Repubblica Democratica del Congo, il Ruanda, il Burundi, il Kenya, la Tanzania, l'Angola nord-orientale e la Zambia nord-orientale.
Gli habitat sono diversi tipi di foresta.

## Biologia
L'attività è diurna e arboricola: non scendono quasi mai al suolo. Vive in gruppi costituiti da un solo maschio adulto, da due a sei femmine e i cuccioli. A volte sono state osservate unioni temporanee di gruppi che contenevano fino a trecento individui.
Oltre alle foglie, che costituiscono il cibo principale, la dieta comprende altri cibi vegetali, come germogli, semi e frutti.
La gestazione dura tra cinque e sei mesi e si conclude in genere con la nascita di un solo cucciolo: parti gemellari sono abbastanza rari. I neonati sono bianchi e assumono la colorazione definitiva dopo diversi mesi. Al raggiungimento della maturità sessuale (a due anni per le femmine e quattro per i maschi) i maschi lasciano il gruppo in cui sono nati.

## Conservazione
Nonostante la distruzione dell'habitat e la caccia di cui è oggetto, per la vastità dell'areale la specie non è considerata a rischio.